# Onthophagus sugillatus
Onthophagus sugillatus es una especie de insecto del género Onthophagus, familia Scarabaeidae, orden Coleoptera.
Fue descrita científicamente por Klug en 1855.